# Västra Kroppedammen
Västra Kroppedammen är en sjö i Härryda kommun i Västergötland och ingår i Kungsbackaåns huvudavrinningsområde. Sjöns area är 0,006 kvadratkilometer och den befinner sig 80 meter över havet.